# Selon que vous serez, etc., etc.
Albums de Michel Sardou
Bercy 93 Olympia 95
Selon que vous serez, etc., etc. est le vingtième album studio de Michel Sardou enregistré au studio Guillaume Tell et paru chez Tréma le 17 avril 1994. Il reste numéro un au hit parade pendant une semaine et se vend à près de 780 000 exemplaires, ce qui en fait un double disque de platine.

## Commentaire
La chanson éponyme et son titre s'inspirent de la fable Les Animaux malades de la Peste (Jean de La Fontaine, livre VII - 1) :
« selon que vous serez puissant ou misérable, les jugements de cour vous rendront blanc ou noir », pour critiquer la justice française et son apparence en cette fin de XXe siècle. Ce titre à portée sociale déclencha plusieurs réactions de la part de magistrats tels Simone Rozes, alors Premier Président Honoraire de la Cour de cassation, qui reprochèrent au chanteur de témoigner une hostilité à l'institution judiciaire. Le chanteur démentit cette vision, en soulignant l'absence d'engagement personnel.
Un des succès tirés de l'opus est Putain de temps, chanson lyrique écrite avec Didier Barbelivien sur la fuite du temps. Enfin, le titre Déjà vu, extrait de l'album, est interprété par André Dussollier dans le film On connaît la chanson d'Alain Resnais, sorti en 1997. De nombreuses chansons d'artistes français populaires sont par ailleurs reprises dans cette production.
Une vidéo des séances studios de cet album fut également publiée.

## Fiche technique
- Référence originale : Tréma 710 453[4]

### Liste des titres
| No  | Titre                            | Paroles                            | Musique                                    | Durée |
| --- | -------------------------------- | ---------------------------------- | ------------------------------------------ | ----- |
| 1.  | Tout le monde est star           | Michel Sardou                      | Michel Sardou                              | 3:41  |
| 2.  | Le monde où tu vas               | Michel Sardou                      | Jean-Pierre Bourtayre                      | 4:06  |
| 3.  | Maudits Français                 | Michel Sardou - Didier Barbelivien | Jean-Pierre Bourtayre - Didier Barbelivien | 3:39  |
| 4.  | Passer l’amour                   | Michel Sardou                      | Jean-Pierre Bourtayre                      | 4:12  |
| 5.  | Selon que vous serez, etc., etc. | Michel Sardou                      | Jean-Pierre Bourtayre                      | 4:19  |
| 6.  | Marie ma belle                   | Michel Sardou                      | Jean-Pierre Bourtayre                      | 5:14  |
| 7.  | Putain de temps                  | Michel Sardou - Didier Barbelivien | Jean-Pierre Bourtayre                      | 3:53  |
| 8.  | Les hommes cavalent              | Michel Sardou - Didier Barbelivien | Didier Barbelivien                         | 4:51  |
| 9.  | Ma première femme, ma femme      | Michel Sardou                      | Jean-Pierre Bourtayre                      | 4:16  |
| 10. | Déjà vu                          | Michel Sardou                      | Jean-Pierre Bourtayre                      | 4:47  |

### Crédits
- Arrangements : Roger Loubet (titres 1, 2 et 5 à 7), Bruno Mylonas et Thierry Leconte (titres 3, 4 et 8 à 10)
- Ingénieur du son : Bruno Mylonas
- Assistante : Myriam Eddaïra
- Réalisation : Jean-Pierre Bourtayre et Régis Talar